# Nossa Senhora de San Juan de los Lagos
A Nossa Senhora de San Juan dos Lagos ou Cihualpilli é uma pequena imagem da Virgen María em sua advocação da Imaculada Conceição, venerada no santuário localizado na cidade de San Juan dos Lagos, no estado de Jalisco, da qual é padroeira. Trata-se de uma tradição a mais de 100 anos de antiguidade. A imagem é visitada por milhões de peregrinos ao ano, chegados de todos os rincões de México, parte dos Estados Unidos, América Latina e lugares da Europa. É a segunda mais visitada no México após a Nossa Senhora de Guadalupe no Cerro de Tepeyac; Em 2006 informou-se a participação de 7 milhões de pessoas, enquanto estima-se uns 2 milhões de peregrinos os que visitam San Juan dos Lagos durante a festa da Candelária, em 2 de fevereiro da cada ano.

## História
Foi o frade Antonio de Segovia o primeiro evangelizador do povoado, encomendando o frade Miguel de Bolonha o cuidado pastoral dessas terras, conseguindo pacificar a região, congregando aos errantes e refundando povos com índios já cristianizados, doando uma imagem da pequena capela feita de adobe e teto de palha, não foi se não até o ano de 1623 que a imagem começou adquirindo admiração devido ao que se lhe conhece localmente como "O primeiro milagre".

## O primeiro milagre

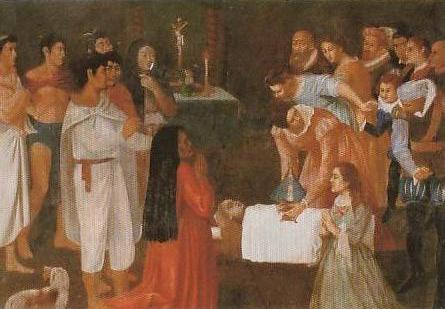
quadro que representa o primeiro milagre.

Segundo a história de 1623 baseada em testemunhas oculares, uma família circence que se dirigiam à cidade de Guadalajara chegou a descansar a esta região, trazendo com eles vários espetáculos, entre eles, o de uma menina que brincava num trapézio sobre uma cama com adagas. Num ato, a menina não equilibrou bem e caiu sobre a cama com adagas lhe provocando a morte imediata.
Pouco antes do enterro da menina, uma telefonema indígena para Ana Luzia, esposa de Pedro Andrés, que se encarregava de cuidar a pequena capela, ao ver a dor dos pais da menina pediu para levar a uma pequena imagem que ela chamava de "A Cihualpilli" (que significa A Grande Senhora), dizendo que era milagrosa, já que em ocasiões a imagem mudava de lugar, da sacristia ao altar e em decorrência da noite mudava de lugar em repetidas ocasiões. Segundo as narrações, colocou-a no peito da menina quem com este fato voltou à vida.

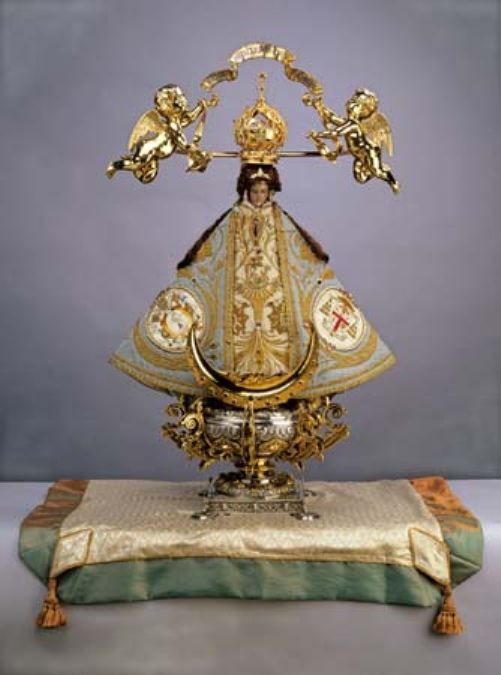
Imagem de Nossa Senhora de San Juan de los Lagos.

Também se conta que o dono em agradecimento levou consigo a imagem de Guadalajara para ser restaurada. Quando quis pagar o trabalho de reparo, os responsáveis pela mesma tinham desaparecido, pelo que se adjudicou a restauração a uma intervenção angélica.

## A imagem
A pequena imagem de Nossa Senhora de San Juan de los Lagos mede 33,5 centímetros, e pesa 321,9 gramas. Está elaborada em massa de cana de milho por artesãos da região de Patzcuaro, Michoacán. Representa à Imaculada Conceição, de pé com suas mãos no peito e seu rosto um pouco inclinado à frente. Levava a seus pés as pontas de uma meia lua, a qual lhe foi retirada posteriormente. Está vestida na mesma talha de massa com seu vestido vermelho e manto azul estrelado, enfeitado por uma debrum de ouro fino. Seu rosto é ovalado da cor do marfim e rosado no rubor de suas bochechas; os olhos rasgados pintados de uma cor de café amalucado; o nariz reto; a boca fechada, muito pequena e bem modelada; as sobrancelhas delgadas e bem delineadas. Seu cabelo espalha-se em duas fechaduras que lhe caem de forma ondulada pelos ombros até os cotovelos.
Sua cabeça é maior em proporção com o tamanho do corpo, talvez, com este detalhe, o escultor tratou de representar a pureza de Maria como a de uma menina pequena.

## Coroação canônica

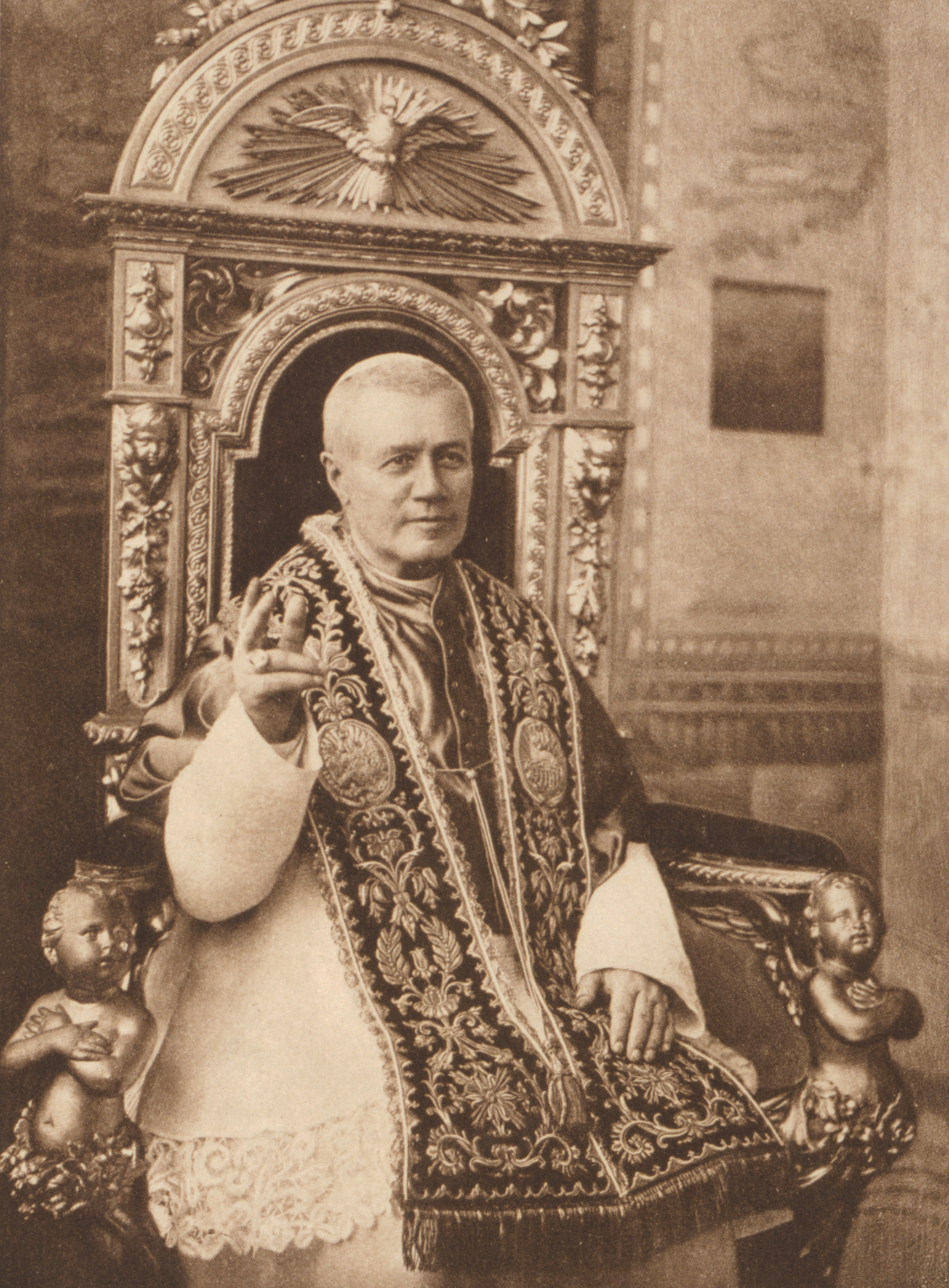
São Pio X

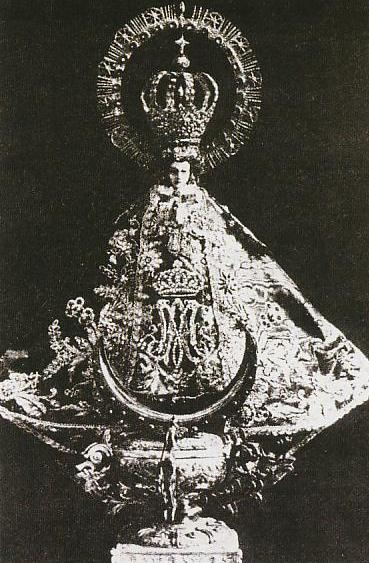
A Nossa Senhora de San Juan de los Lagos luzindo sua primeira coroa talhada em madeira no dia de sua coroação, em 15 de agosto de 1904.

No ano de 1904, após várias solicitações desde 1900, recebeu-se na cidade de Guadalajara em 29 de janeiro a resposta afirmativa do papa Pio X para a coroação canônica da imagem de Nossa Senhora de San Juan de los Lagos. A faculdade para impor canonicamente a coroa de ouro á Nossa Senhora foi adquirida pelo arcebispo de Guadalajara, José de Jesús Ortiz e Rodríguez. A solene coroação levou-se a cabo em 15 de agosto de 1904 com uma coroa encarregada ao Instituto Pontifício de Artes Cristãs de Benzinger Brothers na cidade de Nova York, bem como os dois anjos colocados um em cada lado da imagem para a sustentar levando uma fita semicircular na parte superior, gravada com a inscrição: Mater Inmaculata. Ora Pró Nobis (Mãe imaculada, roga por nós), com uma altura de 18 centímetros e elaborada com ouro de 18 quilates.

## Devoção

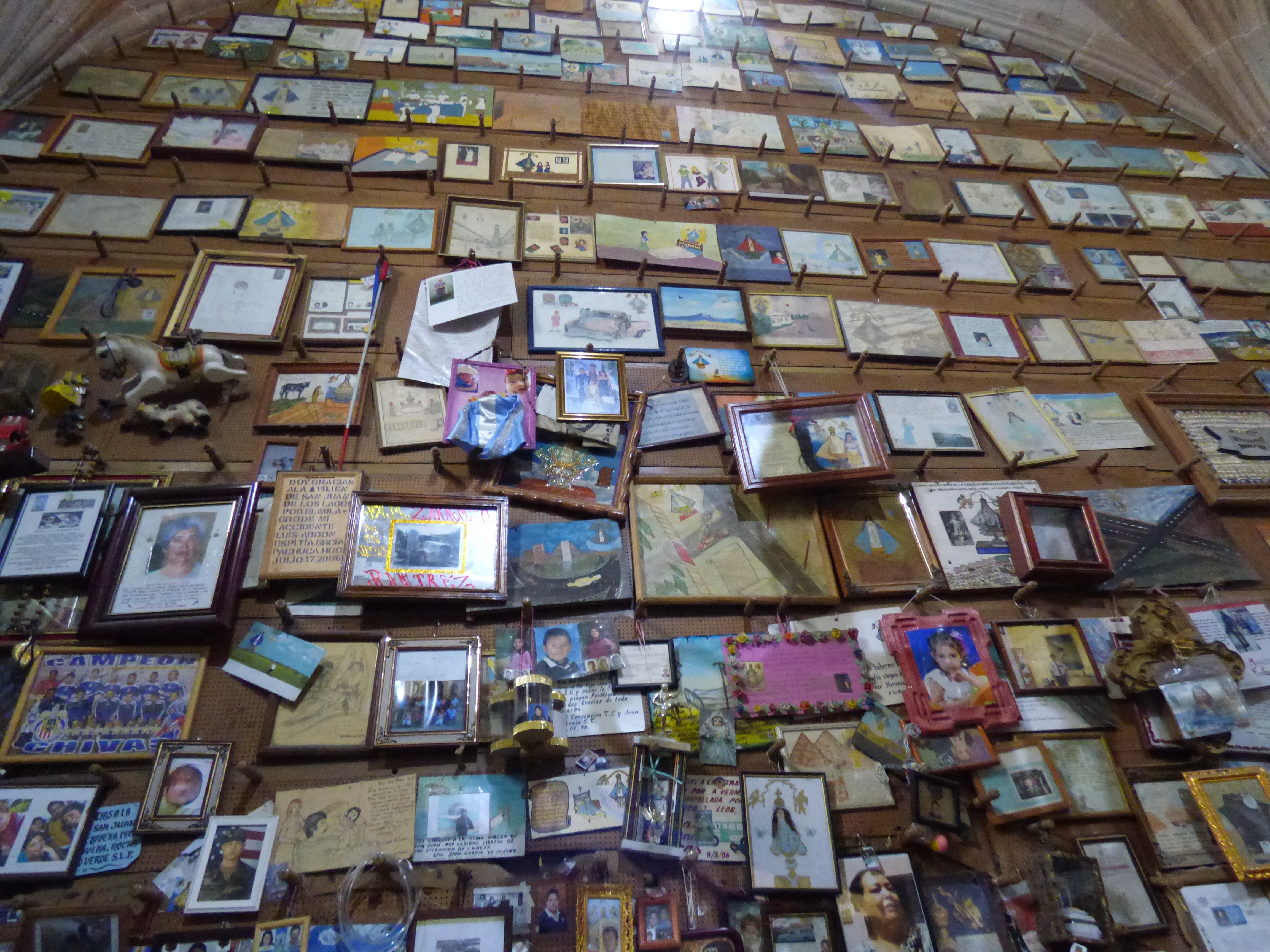
Ex-votos e agradecimentos á Nossa Senhora de San Juan de los Lagos.

O templo recebe peregrinações inumeráveis de fiéis, o que se pode constatar com a quantidade de ex-votos e expressões de fé que lhe rendem os devotos. É por isto que, além da beleza do santuário que aloja a Nossa Senhora, se converteu no principal promotor do turismo na região. Informou-se a participação de 7 milhões de peregrinos, enquanto estima-se nuns 2 milhões o número de pessoas que visitam San Juan dos Lagos durante a festa da Candelária, em 2 de fevereiro da cada ano.
Devido a sua manufatura, o tempo do que se remonta a sua devoção, e a autoria da imagem, se considera irmã das outras imagens de Jalisco a Nossa Senhora de Zapopan e a Nossa Senhora de Talpa.
Em 8 de maio de 1990 foi visitada pelo papa João Paulo II.